# Hóquei sobre a grama nos Jogos da Commonwealth de 2006
O hóquei sobre grama nos Jogos da Commonwealth de 2006 foi realizado em Melbourne, na Austrália, entre 16 e 26 de março. Os torneios masculino e feminino de 10 equipes cada foram disputados no State Netball Hockey Centre.

## Medalhistas
| Evento    | Ouro | Prata | Bronze |
| Masculino | Jamie Dwyer Liam de Young Michael McCann Robert Hammond Nathan Eglington Mark Knowles Luke Doerner Grant Schubert Bevan George Stephen Lambert Aaron Hopkins Matthew Wells Travis Brooks Brent Livermore Dean Butler Stephen Mowlam AUS Austrália | Salman Akbar Imram Warsi Muhammad Saqlain Dilawar Hussain Adnan Maqsood Tariq Aziz Rehan Butt Muhammad Shabbir Nasir Ahmed Mudassar Ali Khan Shakeel Abbasi Imran Khan Yousafzai Muhammad Zakir Muhammad Imran Zeeshan Ashraf Muhammad Zubair PAK Paquistão | Ibrahim Mohamed Nasihin Rahim Muhamad Amin Boon Huat Chua Kali Logan Raj Kuham Shanmuganathan Bakar Nor Azlan Megat Termizi Megat Azrafiq Mohan Jiwa Nor Mohamed Madzli Tengku Ahmad Mat Radzi Mohamed Rodzhanizam Kali Keevan Raj Abu Ismail Misron Azlan Mohan Jivan Kumar Subramaniam MAS Malásia |
| Feminino  | Toni Cronk Suzie Faulkner Karen Smith Kim Walker Rebecca Sanders Kate Hollywood Emily Halliday Madonna Blyth Wendy Beattie Nicole Arrold Kobie McGurk Rachel Imison Angie Skirving Melanie Twitt Sarah Taylor Nikki Hudson AUS Austrália          | Helen Mary Kanti Baa Nilima Kujur Rajwinder Kaur Sumrai Tete Masira Surin Subhadra Pradhan Asunta Lakra Jyoti Sunita Kullu Mamta Kharab Jasjeet Kaur Handa Surinder Kaur Saba Anjum Karim Sanggai Chanu Sarita Lakra Rajni Bala IND Índia                   | Carolyn Reid Beth Storry Lisa Wooding Crista Cullen Melanie Clewlow Helen Grant Helen Richardson Lucilla Wright Kate Walsh Jennie Bimson Alex Danson Joanne Ellis Cathy Gilliat-Smith Charlotte Hartley Rebecca Herbert Chloe Rogers ENG Inglaterra                                                  |

## Torneio masculino

### Primeira fase
|  | Equipes classificadas às semifinais           |
|  | Equipes classificadas aos jogos de consolação |

| Equipe        | Pts | J | V | E | D | GP | GC |
| ------------- | --- | - | - | - | - | -- | -- |
| Austrália     | 12  | 4 | 4 | 0 | 0 | 20 | 5  |
| Inglaterra    | 9   | 4 | 3 | 0 | 1 | 13 | 10 |
| Nova Zelândia | 6   | 4 | 2 | 0 | 2 | 14 | 10 |
| Escócia       | 3   | 4 | 1 | 0 | 3 | 4  | 15 |
| Canadá        | 0   | 4 | 0 | 0 | 4 | 3  | 16 |

| Horário     | Jogo          | Jogo | Jogo          |
| ----------- | ------------- | ---- | ------------- |
| 17 de março |               |      |               |
| 10:30       | Nova Zelândia | 3–4  | Inglaterra    |
| 19:00       | Austrália     | 5–1  | Escócia       |
| 18 de março |               |      |               |
| 08:30       | Nova Zelândia | 4–1  | Canadá        |
| 20:30       | Escócia       | 1–3  | Inglaterra    |
| 19 de março |               |      |               |
| 16:00       | Canadá        | 1–5  | Austrália     |
| 20 de março |               |      |               |
| 18:30       | Nova Zelândia | 5–0  | Escócia       |
| 21 de março |               |      |               |
| 10:30       | Austrália     | 5–1  | Inglaterra    |
| 16:30       | Canadá        | 0–2  | Escócia       |
| 22 de março |               |      |               |
| 16:00       | Canadá        | 1–5  | Inglaterra    |
| 18:00       | Austrália     | 5–2  | Nova Zelândia |

| Equipe            | Pts | J | V | E | D | GP | GC |
| ----------------- | --- | - | - | - | - | -- | -- |
| Paquistão         | 10  | 4 | 3 | 1 | 0 | 18 | 8  |
| Malásia           | 7   | 4 | 2 | 1 | 1 | 16 | 8  |
| Índia             | 7   | 4 | 2 | 1 | 1 | 14 | 6  |
| África do Sul     | 4   | 4 | 1 | 1 | 2 | 8  | 6  |
| Trinidad e Tobago | 0   | 4 | 0 | 0 | 4 | 3  | 31 |

| Horário     | Jogo         | Jogo | Jogo          |
| ----------- | ------------ | ---- | ------------- |
| 17 de março |              |      |               |
| 08:30       | Índia        | 1–1  | Malásia       |
| 16:00       | Tr. e Tobago | 1–6  | África do Sul |
| 18 de março |              |      |               |
| 15:30       | Paquistão    | 4–1  | Índia         |
| 18:30       | Tr. e Tobago | 0–8  | Malásia       |
| 19 de março |              |      |               |
| 18:00       | Paquistão    | 1–1  | África do Sul |
| 20 de março |              |      |               |
| 15:30       | Índia        | 10–1 | Tr. e Tobago  |
| 21 de março |              |      |               |
| 08:30       | Malásia      | 2–1  | África do Sul |
| 14:00       | Tr. e Tobago | 1–7  | Paquistão     |
| 22 de março |              |      |               |
| 11:00       | Índia        | 2–0  | África do Sul |
| 13:00       | Paquistão    | 6–5  | Malásia       |

### Fase final
| Horário                             | Jogo          | Jogo      | Jogo         |
| ----------------------------------- | ------------- | --------- | ------------ |
| Disputa pelo 9º lugar - 24 de março |               |           |              |
| 08:30                               | Canadá        | 2–0       | Tr. e Tobago |
| Disputa pelo 7º lugar - 24 de março |               |           |              |
| 20:00                               | África do Sul | 1–2       | Escócia      |
| Disputa pelo 5º lugar - 24 de março |               |           |              |
| 13:30                               | Nova Zelândia | 2–1 (pro) | Índia        |

| Horário                           | Jogo      | Jogo      | Jogo       |
| --------------------------------- | --------- | --------- | ---------- |
| Semifinais - 24 de março          |           |           |            |
| 11:00                             | Austrália | 6–0       | Malásia    |
| 17:30                             | Paquistão | 2–1 (pro) | Inglaterra |
| Disputa pelo bronze - 26 de março |           |           |            |
| 10:30                             | Malásia   | 2–0       | Inglaterra |
| Final - 26 de março               |           |           |            |
| 13:00                             | Austrália | 3–0       | Paquistão  |

### Classificação final
| Pos. | Equipe                |
| ---- | --------------------- |
|      | AUS Austrália         |
|      | PAK Paquistão         |
|      | MAS Malásia           |
| 4    | ENG Inglaterra        |
| 5    | NZL Nova Zelândia     |
| 6    | IND Índia             |
| 7    | SCO Escócia           |
| 8    | RSA África do Sul     |
| 9    | CAN Canadá            |
| 10   | TRI Trinidad e Tobago |

## Torneio feminino

### Primeira fase
|  | Equipes classificadas às semifinais           |
|  | Equipes classificadas aos jogos de consolação |

| Equipe        | Pts | J | V | E | D | GP | GC |
| ------------- | --- | - | - | - | - | -- | -- |
| Austrália     | 12  | 4 | 4 | 0 | 0 | 27 | 2  |
| Índia         | 7   | 4 | 2 | 1 | 1 | 18 | 7  |
| Malásia       | 6   | 4 | 2 | 0 | 2 | 7  | 15 |
| África do Sul | 4   | 4 | 1 | 1 | 2 | 7  | 8  |
| Nigéria       | 0   | 4 | 0 | 0 | 4 | 1  | 28 |

| Horário     | Jogo          | Jogo | Jogo          |
| ----------- | ------------- | ---- | ------------- |
| 16 de março |               |      |               |
| 13:00       | Malásia       | 4–0  | Nigéria       |
| 18:00       | Austrália     | 4–2  | Índia         |
| 17 de março |               |      |               |
| 14:00       | Nigéria       | 1–4  | África do Sul |
| 21:00       | Austrália     | 8–0  | Malásia       |
| 18 de março |               |      |               |
| 13:30       | África do Sul | 2–2  | Índia         |
| 19 de março |               |      |               |
| 11:00       | Nigéria       | 0–12 | Austrália     |
| 20 de março |               |      |               |
| 08:30       | Malásia       | 2–1  | África do Sul |
| 10:30       | Índia         | 8–0  | Nigéria       |
| 21 de março |               |      |               |
| 13:30       | Austrália     | 3–0  | África do Sul |
| 21:00       | Malásia       | 1–6  | Índia         |

| Equipe        | Pts | J | V | E | D | GP | GC |
| ------------- | --- | - | - | - | - | -- | -- |
| Nova Zelândia | 12  | 4 | 4 | 0 | 0 | 20 | 1  |
| Inglaterra    | 9   | 4 | 3 | 0 | 1 | 20 | 4  |
| Escócia       | 6   | 4 | 2 | 0 | 2 | 11 | 8  |
| Canadá        | 3   | 4 | 1 | 0 | 3 | 10 | 8  |
| Barbados      | 0   | 4 | 0 | 0 | 4 | 0  | 33 |

| Horário     | Jogo          | Jogo | Jogo          |
| ----------- | ------------- | ---- | ------------- |
| 16 de março |               |      |               |
| 11:00       | Barbados      | 0–4  | Canadá        |
| 16:00       | Nova Zelândia | 2–1  | Escócia       |
| 17 de março |               |      |               |
| 13:30       | Canadá        | 0–5  | Inglaterra    |
| 16:30       | Barbados      | 0–11 | Nova Zelândia |
| 18 de março |               |      |               |
| 10:30       | Inglaterra    | 5–0  | Escócia       |
| 19 de março |               |      |               |
| 13:00       | Canadá        | 0–3  | Nova Zelândia |
| 20 de março |               |      |               |
| 13:30       | Inglaterra    | 10–0 | Barbados      |
| 20:30       | Canadá        | 1–2  | Escócia       |
| 21 de março |               |      |               |
| 16:00       | Inglaterra    | 0–4  | Nova Zelândia |
| 19:00       | Escócia       | 8–0  | Barbados      |

### Fase finais
| Horário                             | Jogo    | Jogo | Jogo          |
| ----------------------------------- | ------- | ---- | ------------- |
| Disputa pelo 9º lugar - 23 de março |         |      |               |
| 08:30                               | Nigéria | 1–4  | Barbados      |
| Disputa pelo 7º lugar - 23 de março |         |      |               |
| 20:00                               | Canadá  | 2–5  | África do Sul |
| Disputa pelo 5º lugar - 23 de março |         |      |               |
| 13:30                               | Malásia | 0–3  | Escócia       |

| Horário                           | Jogo          | Jogo          | Jogo          |
| --------------------------------- | ------------- | ------------- | ------------- |
| Semifinais - 23 de março          |               |               |               |
| 11:00                             | Austrália     | 3–0           | Inglaterra    |
| 17:30                             | Nova Zelândia | 0–1           | Índia         |
| Disputa pelo bronze - 25 de março |               |               |               |
| 10:30                             | Inglaterra    | 0–0 (3–1 pen) | Nova Zelândia |
| Final - 25 de março               |               |               |               |
| 13:00                             | Austrália     | 1–0           | Índia         |

### Classificação final
| Pos. | Equipe            |
| ---- | ----------------- |
|      | AUS Austrália     |
|      | IND Índia         |
|      | ENG Inglaterra    |
| 4    | NZL Nova Zelândia |
| 5    | SCO Escócia       |
| 6    | MAS Malásia       |
| 7    | RSA África do Sul |
| 8    | CAN Canadá        |
| 9    | BAR Barbados      |
| 10   | NGR Nigéria       |

## Quadro de medalhas
Cinco delegações conquistaram medalhas:
| Ordem | País       | Medalha de ouro | Medalha de prata | Medalha de bronze | Total |
| ----- | ---------- | --------------- | ---------------- | ----------------- | ----- |
| 1     | Austrália  | 2               |                  |                   | 2     |
| 2     | Índia      |                 | 1                |                   | 1     |
| 2     | Paquistão  |                 | 1                |                   | 1     |
| 4     | Inglaterra |                 |                  | 1                 | 1     |
| 4     | Malásia    |                 |                  | 1                 | 1     |
| TOTAL | TOTAL      | 2               | 2                | 2                 | 6     |